# 藤森真奈
藤森 真奈（ふじもり まな、1969年7月22日 - ）は、日本のモデル・AV女優。林ゆりや名義でも活動した。

## 出演作品

### テレビドラマ
- 国語入試問題必勝法 （1987年、関西テレビ）
- 勝手にしやがれヘイ!ブラザー 第3話（1989年、日本テレビ） - りえ役 ＊林ゆりや名義

### 映画
- べっぴんの町（1989年、東映） ＊林ゆりや名義[1]

### 写真集
- FOR YOUR LOVE
- 誘惑パラダイス
- 椰子の実、熟れて

### ビデオ
- 主なビデオ
- かくれんぼ
- かくれんぼII
- マンゴー娘の冒険
- クライムハンター3　皆殺しの銃弾　*林ゆりや名義